# Seznam ameriških filologov
Seznam ameriških filologov.

## A
William Foxwell Albright

## B
Harold Bloom (1930-2019) - Carl Darling Buck - 

## C
William Chomsky - Albert Stanburrough Cook - 

## F
David Noel Freedman ?

## G
Basil Lanneau Gildersleeve - James Bradstreet Greenough - 

## H
Edward Washburn Hopkins - 

## J
Frederic Jameson (1934-2024)

## L
Caspar Levias (1860-1934) - Albert Lord

## M
George Perkins Marsh - 

## P
Milman Parry - Adam M. Parry

## W
William Dwight Whitney - 

## Z
George Kingsley Zipf - 